# Бихор (крепост)
Вижте пояснителната страница за други значения на Бихор.
Бихор е средновековна крепост, разположена на 10 километра северно от град Беране в Черна гора.
Първото споменаване на града е от 1450 г. в дубровнишки документ. Превзет от османците през 1455 година, той е важен търговски център, но запада през XVII век за сметка на Никол пазар. След това постепенно се превръща в чисто военен гарнизон. Крепостта му е силно разрушена през Черногорско-турската война от 1852-1853 година и е напълно изоставена след Балканската война.